# Martin Dechev
Martin Dechev (en búlgaro: Мартин Дечев; Sofía, 12 de abril de 1990-Sofía, 21 de diciembre de 2024) fue un futbolista búlgaro que jugó en la posición de defensa.

## Carrera
Jugador juvenil del CSKA desde 1999, juega como defensa derecho. En la temporada 2009/10 empezó a entrenar con los hombres del CSKA, fue incluido en los grupos, pero no debutó con el equipo, por lo que esa misma temporada fue cedido al Lokomotiv Mezdr. Comenzó la siguiente temporada en el CSKA, tras lo cual en la segunda parte fue cedido al Ludogorets Razgrad en la primavera de 2011. Después de dos temporadas más en el CSKA, en el verano de 2012 se mudó al Varna del Mar Negro. En 2013 estuvo en Montana, y en 2014 estuvo en Vitosha Bistrica. Ese mismo año, 2014, también jugó en el Oborishte Panagyurishte. Durante la temporada 2015/16 estuvo en el Slavia Sofia.

### Equipos
| Periodo   | Club                              | Apariciones | Goles |
| --------- | --------------------------------- | ----------- | ----- |
| 2009–2012 | PFC CSKA Sofia                    | 8           | 0     |
| 2009–2010 | → PFC Lokomotiv Mezdra (cedido)   | 2           | 0     |
| 2011      | → PFC Ludogorets Razgrad (cedido) | 4           | 0     |
| 2012      | PFC Cherno More Varna             | 8           | 0     |
| 2013      | PFC Montana                       | 13          | 0     |
| 2014      | FC Vitosha Bistritsa              | 9           | 3     |
| 2014      | FC Oborishte                      | 10          | 2     |
| 2015–2016 | PFC Slavia Sofia                  | 9           | 0     |

## Muerte
Dechev murió en Sofía durante un partido benéfico el 21 de diciembre de 2024 a los 34 años.

## Logros
- Segunda Liga de Bulgaria (1): 2010/11